# پارک ملی ساجاما
پارک ملی ساجاما (پرتغالی: Parque Nacional Sajama) یک پارک ملی در استان اورورو، بولیوی است. این پارک با پارک ملی لاوکا در شیلی هم‌مرز است. این پارک محل زندگی مردم بومی آیمارا است که فرهنگ باستانی و تأثیرگذار آنها در جنبه‌های مختلف پارک قابل مشاهده است. این پارک دارای بسیاری از سایت‌های فرهنگی و اکولوژیکی است و مرکزی برای گردشگری اکوتوریسمی می‌باشد.